# Pierre Vidal-Naquet
Pierre Vidal-Naquet (Parigi, 23 luglio 1930 – Nizza, 29 luglio 2006) è stato uno storico francese.

## Biografia
Nato da una famiglia ebraica laica, all'età di quattordici anni perde entrambi i genitori, deportati ad Auschwitz. Dopo aver compiuto studi classici, nel 1956 inizia ad insegnare storia antica presso l'Università di Caen.
Nel 1966 entra come docente nella prestigiosa École des Hautes Études en Sciences Sociales, della quale diventerà il direttore tre anni dopo. Nonostante il perentorio consiglio di Fernand Braudel di dedicarsi alla storia dell'arte, concentra i suoi studi sulla Grecia antica, scrivendo un consistente numero di pubblicazioni.
Tuttavia, il suo contributo maggiore lo dà al dibattito sulla guerra d'Algeria (1954-1962), denunciando con forza le violazioni sistematiche dei diritti umani ad opera delle forze armate francesi in Africa, in particolare dei paras agli ordini del colonnello Massu.
Marxista anti-stalinista, è per breve tempo membro del Partito Socialista Francese per poi distaccarsene, divenendo simpatizzante del gruppo Socialisme ou barbarie, fautore di una diversa interpretazione, scevra da dogmatismi, dell'opera del fondatore del comunismo.
Vidal-Naquet si distingue per essere stato fra i pochissimi, all'interno del mondo accademico, che mostrarono apertamente di comprendere le ragioni degli studenti "ribelli" del "Maggio francese".
Negli ultimi decenni, l'attenzione dello storico si sposta però su un altro tema, che lo tocca profondamente da vicino, alla luce della drammatica esperienza personale: la lotta contro quelli da lui definiti «assassini della memoria», ovvero coloro i quali negano l'esistenza stessa dell'Olocausto.
Lo storico spiega le sue intransigenti posizioni di condanna verso i negazionisti dell'Olocausto in un saggio del 1980, dal sottotitolo più che esplicito: Un Eichmann di carta.
Si interessa anche al genocidio "dimenticato" degli Armeni, scrivendo tra l'altro la prefazione di A crime of silence.
L'ultimissima parte della sua esistenza è invece dedicata alla riflessione su cosa voglia dire davvero essere “uno storico”. Una delle sue ultime opere, quasi un testamento spirituale, è La scelta dello storico: perché ho scelto il mestiere di storico, del 2004.
Pierre Vidal-Naquet, inoltre, è ricordato come uno dei pochi storici, se non l'unico, ad essere stato condannato per diffamazione nei confronti di Henri Roques l'8 marzo 2006.

## Critica
Il suo approccio strutturalista è stato a volte criticato soprattutto da alcuni studiosi italiani, nemmeno loro estranei al marxismo. Gli si è rimproverato una variante semiologica troppo generica dello strutturalismo francese, che avrebbe trascurato ciò che è specifico di singoli autori e testi studiati e che sarebbe incline alla manipolazione dei testi tramite categorie a essi esterne, come la polisemia e l'ambiguità.

## Opere
- La Raison d'État, Paris 1962, 2002
- (con Pierre Lévêque), Clisthène l'Athénien, Les Belles Lettres, Paris 1964
- Lo stato di tortura: la guerra d'Algeria e la crisi della democrazia francese, Laterza, Bari 1963; Res Gestae, Milano 2012
- (con Jean-Pierre Vernant), Mito e tragedia nell'antica Grecia, 2 voll., Einaudi, Torino 1976 e 1991
- La Torture dans la Republique: essai d'histoire et de politique contemporaines (1954-1962), Paris 1972
- Les Crimes de l'armée française: dossier Algérie 1954-1962, Paris 1975
- Il buon uso del tradimento. Flavio Giuseppe e la guerra giudaica, introduzione di Arnaldo Momigliano, Editori Riuniti, Roma 1980
- (con Michel Austin), Economia e società nella Grecia antica, a cura di Benedetto Bravo, Boringhieri, Torino 1982
- Contributi sulla storia dell'antisemitismo moderno, in "Rivista di storia contemporanea", n. 1, 1983
- Gli ebrei, la memoria e il presente, Editori Riuniti, Roma 1985
- Il nuova atlante storico Zanichelli (a cura di), Zanichelli, Bologna 1987 e successive
- Il cacciatore nero. Forme di pensiero e forme d'articolazione sociale nel mondo greco antico, Editori Riuniti, Roma 1988; Feltrinelli, Milano 2006
- Face à la raison d'État: un historien dans la guerre d'Algérie, Paris 1989
- Gli assassini della memoria: saggi sul revisionismo e la Shoah, Editori Riuniti, Roma, 1993; Viella, Roma 2008, ISBN 978-88-8334-300-1
- La democrazia greca nell'immaginario dei moderni, Il Saggiatore, Milano 1996
- Il mondo di Omero, a cura di Riccardo Di Donato, Donzelli, Roma 2001
- Lo specchio infranto. Tragedia ateniese e politica, a cura di Riccardo Di Donato, Donzelli, Roma 2002
- Dreyfus nell'affare e nella storia, in Alfred Dreyfus, Cinque anni della mia vita: 1894-1899, Il melangolo, Genova 2005
- Atlantide. Breve storia di un mito, Einaudi, Torino 2006
- La memoria di Auschwitz, in Clemens-Carl Harle (a cura di), Shoah. Percorsi della memoria, Cronopio, Napoli 2006
- Le Choix de l'histoire: pourquoi et comment je suis devenu historien, Paris 2007
- La storia è la mia battaglia. Intervista con Dominique Bourel e Hélène Monsacré, Utet, Torino 2008